# Otostegia hildebrandtii
Otostegia hildebrandtii là một loài thực vật có hoa trong họ Hoa môi. Loài này được (Vatke & Kurtz) Sebald mô tả khoa học đầu tiên năm 1973.